# Euro (Zeitschrift, früher DM)
Euro (eigene Schreibweise: €uro) war eine 1961 gegründete und bis 2004 von der Verlagsgruppe Handelsblatt verlegte Wochenzeitschrift mit den Schwerpunkten Wirtschaft, Politik und Börse. Zu D-Mark-Zeiten trug sie den Namen DM – Deutsche Mark, später vorübergehend DM Euro. Sie war die erste Zeitschrift im deutschsprachigen Raum, die sich mit Warentests und Verbraucherschutz befasste. Damit war sie inhaltlicher Vorläufer des Ökotest-Magazins und der Zeitschrift test der Stiftung Warentest.

## Geschichte
Herausgeber und Gründer von DM war der ehemalige Spiegel-Redakteur Waldemar Schweitzer, der das zugrundeliegende Konzept vom US-amerikanischen Consumer Reports und britischen Which? übernahm. Die erste Ausgabe wurde am 11. September 1961 veröffentlicht. Erscheinungsweise war zunächst vierzehntäglich, später wöchentlich. Zum Ende eines jeden Jahres erschien ein Jahrbuch mit sämtlichen Tests.
Neben Hintergrundartikeln zu Verbraucherthemen waren es vor allem neuartige Warentests, die DM zu einem erfolgreichen Start verhalfen. Produkte verschiedener Hersteller wurden von Experten vergleichend untersucht. In die abschließende Bewertung, die von „sehr empfehlenswert“ bis „vom Kauf abzuraten“ reichen konnte, floss neben den Testergebnissen auch der Ladenpreis ein. Untersucht wurden Alltagsgegenstände wie Brot, Möbel, Kleidung, Waschmittel oder Autos. 1962 wurde in Süddeutschland ein eigenes Testzentrum gegründet.
Die Vorgehensweise, negative Produktmerkmale in den Vordergrund zu stellen, sowie eine sehr deutliche Sprache trieben zwar die Auflage in die Höhe, führte aber auch zu einer Welle von Klagen betroffener Hersteller. Das meiste Aufsehen erregte der (gewonnene) Prozess zum Test Constructa-Waschmaschine. Ein von Volkswagen angestrengtes Verfahren musste wegen des zu hohen Streitwertes verlorengegeben werden.

### Konkurs und Übernahme
Verlegerische Kapriolen auf anderen Gebieten trieben den Verlag Waldemar Schweitzer Mitte 1966 in den Konkurs. Auch die Konkurrenz der kurz zuvor erstmals erschienenen test machte sich bemerkbar. DM war aber bis zum Schluss profitabel. Die verkaufte Auflage erreichte zeitweilig 700.000 Exemplare. Insgesamt wurden mehr als 400 Tests durchgeführt.
Die Namensrechte erwarb der Verlag Bärmeier & Nikel, der die Zeitschrift ab Ende 1966 nur wenig verändert weiterführte und auch das Testinstitut samt Personal übernahm. Die Redaktion wurde 1969 von Stuttgart nach Frankfurt verlagert. Später wurde die dann im Monatsabstand erscheinende DM bunter. Auf der Sexwelle der 1960er Jahre schwimmend, eroberten leichtbekleidete Schönheiten die Titelseiten, und es gab umfangreiche Artikel zu Busenmitteln, erotischer Literatur und Ähnlichem. In den 1970ern gab sich DM einen seriöseren Anstrich. Die teuren und aufwändigen Warentests wurden seltener, Reportagen und Verbraucherinformationen standen im Vordergrund.

### Verkauf
1978 verkaufte Erich Bärmeier die DM an die Düsseldorfer Verlagsgruppe Handelsblatt. Nach der Währungsumstellung benannte sich DM Anfang 2002 in DM Euro und später in Euro um. Die Schwerpunkte blieben. 2004 verkaufte die Verlagsgruppe Handelsblatt das Magazin an den Finanzen Verlag aus München, eine Tochtergesellschaft der Axel Springer AG. Unmittelbar nach der Übernahme wurde das Magazin eingestellt. Der Titel Euro wurde jedoch auf das bereits bestehende Magazin Finanzen übertragen.